# Rampac
RamPac är ett svenskt musiker-, låtskrivar- och musikproducent-team. Det består av Johan Ramström, född 17 december 1975, och Patrik Magnusson, född 17 mars 1970. Ramström är uppvuxen i Kalmar och Magnusson på södra Öland. De båda spelade tidigare i bandet Popshop. RamPac har bland annat producerat Swingfly och Crashdiet. Teamet är sedan 2002 stationerade i Stockholm.

## Bakgrund
Ramström och Magnusson träffades i samband med att de startade gruppen Popshop. Popshop släppte ett album och därefter gick medlemmarna i bandet skilda vägar. De båda beslutade sig i stället för att satsa på kompositörs- och producentyrket och flyttade in i Cosmos studios och bildade Rampac. Genom åren har RamPac arbetat med bland andra Mick Mars, Nervo, Teron Beal, Andreas Carlsson, Jörgen Elofsson, Paul Stanley m.fl. RamPac har även medverkat i svenska melodifestivalen, som producent och låtskrivare.

## Verk (i urval)
- 2002 - Annika Ljungberg - Sail Away
- 2004 - RBD - Fuego
- 2005 - Bad Candy - Fire
- 2005 - Nordman - Ödet var min väg
- 2007 - Tristan - The Borderline Generation
- 2008 - Zididada - Take It All
- 2009 - Swingfly - God Bless The IRS
- 2009 - Teron Beal - Dance At My Funeral
- 2010 - Crashdiet - Generation Wild
- 2011 - Swingfly - Awesomeness
- 2012 - Hamilton - My own worst enemy
- 2012 - Molly Sandén - Green Light
- 2013 - Amanda Fondell - Let The Rain Fall
- 2014 - Margaret Berger - Scream

## Bidrag

### Melodifestivalen(Sverige)
- Melodifestivalen 2002 - Sail Away, framförd av Annika Ljungberg, 3:a, blev utslagen i Andra Chansen.
- Melodifestivalen 2005 - Ödet var min väg, framförd av Nordman, slutade 9:a i finalen.
- Melodifestivalen 2006 - La Chica De La Copa, framförd av Pablo Cepeda, 7:a
- Melodifestivalen 2011 - Me and My Drum, framförd av Swingfly,